# Zhangjiayingzi
Zhangjiayingzi är en köping i Kina. Den ligger i provinsen Liaoning, i den nordöstra delen av landet, omkring 310 kilometer väster om provinshuvudstaden Shenyang. Antalet invånare är 12 125. Befolkningen består av 6 117 kvinnor och 6 008 män. Barn under 15 år utgör 15,0 %, vuxna 15-64 år 74 %, och äldre över 65 år 9,0 %.
Genomsnittlig årsnederbörd är 652 millimeter. Den regnigaste månaden är juni, med i genomsnitt 163 mm nederbörd, och den torraste är januari, med 2 mm nederbörd.